# Annesorhiza flagellifolia
Annesorhiza flagellifolia là một loài thực vật có hoa trong họ Hoa tán. Loài này được Burtt Davy mô tả khoa học đầu tiên năm 1932.